# جيني وول
جيني وول (بالإنجليزية: Jeannie Wall)‏ هي متسلقة جبال تزلج ‏ أمريكية، ولدت في 6 يونيو 1969 في الولايات المتحدة.

## وصلات خارجية
- جيني وول على موقع الاتحاد الدولي للتزلج (التزلج الريفي) (الإنجليزية)